# 3166 Klondike
3166 Klondike (1940 FG) là một tiểu hành tinh vành đai chính được phát hiện ngày 30 tháng 3 năm 1940 bởi Y. Vaisala ở Turku.